# Teodor Muntean
Teodor Muntean (n. 10 noiembrie 1869, Lipova - d.1951, Bacău de Mijloc) a fost un deputat în Marea Adunare Națională de la Alba Iulia, organismul legislativ reprezentativ al „tuturor românilor din Transilvania, Banat și Țara Ungurească”, cel care a adoptat hotărârea privind Unirea Transilvaniei cu România la 1 decembrie 1918.

## Biografie
A făcut doar școala primară, necontinuându-și studiile, fiind agricultor de meserie. A decedat la Bacău de Mijloc, Arad în 22 mai 1951.

## Activitatea politică
Ca deputat în Adunarea Națională din 1 decembrie 1918 a fost delegat al al Cercului Electoral Faget-Birchiș, Arad și membru al PNR, iar după 1918 a fost primarul comunei.